# Chersotis pura
Chersotis pura là một loài bướm đêm trong họ Noctuidae.